# Stollen Oberlübbe, Elfter Kopf
Stollen Oberlübbe, Elfter Kopf este o arie protejată (arie specială de conservare — SAC, sit de importanță comunitară — SCI) din Germania întinsă pe o suprafață de 7,64 ha, integral pe uscat.

## Localizare
Centrul sitului Stollen Oberlübbe, Elfter Kopf este situat la coordonatele 52°16′54″N 8°44′44″E / 52.2817°N 8.7456°E.

## Înființare
Situl Stollen Oberlübbe, Elfter Kopf a fost declarat sit de importanță comunitară în martie 2001 pentru a proteja 2 specii de animale. Situl a fost protejat și ca arie specială de conservare în noiembrie 2004.

## Biodiversitate
Situată în ecoregiunea continentală, aria protejată nu include niciun habitat protejat.
La baza desemnării sitului se află mai multe specii protejate de  mamifere (2): liliac de iaz (Myotis dasycneme), liliac comun (Myotis myotis).
Pe lângă speciile protejate, pe teritoriul sitului au mai fost identificate 2 specii de mamifere.